# Kokuhaku (Chatmonchy-album)
A Kokuhaku (告白, ’Beismerés’) a Chatmonchy japán együttes harmadik stúdióalbuma, amely 2009. március 4-én jelent meg a Ki/oon Records kiadó gondozásában. A Kokuhaku első kislemeze, a Hira hira hiraku himicu no tobira 2008. február 27-én jelent meg. A soron következő kislemezek a Kaze fukeba koi (június 25.), a Szomaru jo (november 5.) és a Last Love Letter (2009. február 4.) lettek.
A Hira hira hiraku himicu no tobira a 2008-ban bemutatott Gacsi Boy film főcímdalaként, a Szomaru jo a Tónszúra című dorama főcímdalaként, a Kaze fukeba koi a Shiseido Seabreeze termékeit népszerűsítő reklám főcímdala, míg a Last Love Letter az Ongaku szensi Music Fighter televíziós sorozat főcímdalaként volt hallható.
A korong a második helyen mutatkozott be az Oricon eladási listáján, melyen öt hétig szerepelt.

## Számlista
1. 8 cm no Pinwheel (８ｃｍのピンヒール?) (4:03)
2. Hira hira hiraku himicu no tobira (Album Mix) (ヒラヒラヒラク秘密ノ扉?) (3:50)
3. Umi kara deta szakana (海から出た魚?) (4:34)
4. Szomaru jo (染まるよ?) (3:37)
5. Cat Walk (4:34)
6. Jodan (余談?) (4:12)
7. Hibiscus va fuju ni szaku (ハイビスカスは冬に咲く?) (3:09)
8. Aimai na kandzsó (あいまいな感情?) (4:51)
9. Nagaime de mite (長い目で見て?) (3:41)
10. Love Is Soup (3:38)
11. Kaze fukeba koi (風吹けば恋?) (3:41)
12. Last Love Letter (Album ver.) (3:22)
13. Jaszasisza (やさしさ?) (4:28)